# Portiki Bologne
Portiki v Bologni so pomembna kulturna in arhitekturna dediščina Bologne v Italiji in skupaj s številnimi stolpi predstavljajo simbol mesta. Nobeno drugo mesto na svetu nima toliko portikov kot Bologna: vsi skupaj obsegajo več kot 38 kilometrov samo v zgodovinskem središču, vendar lahko dosežejo do 53 kilometrov, če so zunaj srednjeveškega mestnega obzidja.
Zaradi njihovega kulturnega in umetniškega pomena so bili portiki Bologne leta 2021 vpisani na Unescov seznam svetovne dediščine.

## Zgodovina
Portiki v Bologni so bili zgrajeni skoraj spontano, verjetno v zgodnjem srednjem veku, kot projekcija zasebnih stavb na javno zemljišče, da bi povečali bivalne prostore. Prvi zgodovinski dokazi segajo v leto 1041. V prvem obdobju so hiše povečali z razširitvijo zgornjih nadstropij in ustvarjanjem lesenih rizalitov. Z leti so se pomoli povečevali in bilo je treba zgraditi podporne stebre, da se prepreči njihovo sesutje, s čimer so nastale svetovno znane arkade.
V naslednjih stoletjih je uspeh arkad določala potreba po soočanju z močno povečano prisotnostjo študentov in učenjakov na Bolonjski univerzi, pa tudi s priseljevanjem s podeželja. Širitev portikov se je začela leta 1288, ko je obvestilo tamkajšnje občine določalo, da morajo biti vse nove hiše zgrajene s portikom, medtem ko so morale obstoječe, ki ga niso imele, tega dodati. Ves srednji vek so bile arkade lesene, nato pa so jih po dekretu papeškega guvernerja Giovannija Battiste Doria in tako imenovanega gonfaloniera Camilla Paleottija 26. marca 1568 prezidali z opeko ali kamni. Kljub temu so nekatere stavbe z lesenimi portiki še danes ohranjene, na primer tiste na ulici via Marsala ali v Corte Isolani.
Portik San Luca je najdaljši v mestu in na svetu. Povezuje Porta Saragozza (ena od dvanajstih vrat starodavnega obzidja, zgrajenega v srednjem veku, ki je obkrožalo 7,5 km dela mesta) s svetiščem Madonne di San Luca, cerkvijo, ki so jo začeli graditi leta 1723 na mestu stavbe iz 11. stoletja, ki so jo povečali že v 14. stoletju, na vidnem mestu na hribu (visokem 289 metrov) s pogledom na mesto, ki je ena glavnih znamenitosti Bologne. Vetrovnih 666 arkadnih obokov, dolgih skoraj štiri kilometre (3796 m), učinkovito povezuje svetišče San Luca s središčem mesta. Njegovi portiki nudijo zavetje tradicionalni procesiji, ki vsako leto od leta 1433 nosi bizantinsko ikono Madone z otrokom, ki jo pripisujejo evangelistu Luku, do Bolonjske stolnice med praznikom vnebohoda.

### Srednjeveške arkade
Zelo znan primer je Casa Isolani v Strada Maggiore. Portik, podprt z zelo visokimi lesenimi tramovi (približno 9 metrov), je bil postavljen okoli leta 1250. Je eden redkih ohranjenih primerov bolonjskih civilnih stavb iz 13. stoletja in je v romansko-gotskem slogu. Tramovi so iz hrastovine in podpirajo previs tretjega nadstropja objekta. Drugi primeri srednjeveških lesenih portikov so hiša Grassi in hiše nasproti na ulici via Marsala, hiša Azzoguidi na ulici via San Nicolò in hiša Ramponesi na ulici via del Carro.

### Renesančne arkade
Renesansa zapušča Bologno z različnimi primeri arhitekture tistega časa, kot so stranski portik bazilike San Giacomo Maggiore na ulici Via Zamboni, palača Bolognini-Isolani in hiše Beccadelli na trgu Santo Stefano, oboki, okrašeni s cvetličnim podestàjem in zelo visok portik dei Bastardini na ulici via D'Azeglio, tako imenovan, ker je bila pod njegovimi oboki do leta 1797 mestna sirotišnica.

### Veranda Alemanov
To je najstarejši portik v Bologni, zgrajen zunaj kroga obzidja, in drugi po dolžini za tistim, ki vodi do svetišča San Luca. Meri približno 650 metrov in je sestavljen iz 167 lokov; postavili so jo med letoma 1619 in 1631 po naročilu bosatih karmeličanov, ki so službovali v cerkvi Santa Maria Lacrimosa degli Alemanni. Povezuje cerkev na sedanji via Mazzini (starodavna via Emilia) z Porta Maggiore, enimi od 12 dostopnih vrat tretjega kroga obzidja (zgrajenega v XIII. stoletju).

### Portik San Luca
Najdaljši portik na svetu je portik San Luca, ki meri 3796 metrov in je sestavljen iz 666 lokov: od slavoloka Bonaccorsi v Porta Saragozza vodi do vrha Colle della Guardia, kjer je znamenito svetišče Madonne di San Luca. Kraj je destinacija za romarje, ki častijo ikono Marije z detetom.
Portik je bil zgrajen med letoma 1674 in 1721 s prispevki celotnega meščanstva. Projekt Camilla Saccentija in Giana Giacoma Montija je zaključil Carlo Francesco Dotti, ki je zasnoval tudi Arco del Meloncello. Ob portiku lahko občudujete prvi obok, ki ga je zgradil arhitekt Monti, kipa debele Madone in otroka Andree Ferrerija in petnajst kapelic, v katerih so poslikane skrivnosti rožnega venca, ki so žal večinoma uničene.

### Najširši portik
Zasnovan ob koncu 14. stoletja, je bil zgrajen tisti, ki danes velja za najširšii portik v mestu: portik bazilike Santa Maria dei Servi v Strada Maggiore. Prvotni projekt gre pripisati slavnemu arhitektu Antoniu di Vincenzu, gradnja pa se je začela leta 1393 in končala šele leta 1855 s postavitvijo kvadriportika pred fasado.

## Galerija
- Portik San Luca
- Portiki v via Farini
- The "Portik smrti"
- Portik Pavaglione
- Portik palače Malvezzi Campeggi
- Portik palače Bianchini
- Portik palače Banke Italije
- Portiki v via Farini
- Portiki na ulici via San Leonardo

## Unescova dediščina
Unesco priznava kot dediščino človeštva 12 delov arkad, v skupni dolžini 62 km:
1. Stanovanjske arkade Santa Caterine
2. Trg Santo Stefano s portikom
3. Arkadna ulica Galliera
4. Portik Baraccano
5. Komercialne arkade Pavaglione in Banchi
6. Pobožna veranda San Luca
7. Akademske arkade na ulici Via Zamboni
8. Portik Certosa
9. Portiki trga Cavour in via Farini
10. Triumfalne arkade Strada Maggiore
11. Arkadna stavba v okrožju Barca
12. MAMbo arkadna stavba.